# 16624 Хосідзава
16624 Хосідза́ва (16624 Hoshizawa) — астероїд головного поясу, відкритий 16 квітня 1993 року.
Тіссеранів параметр щодо Юпітера — 3,518.